# Idaten Jump
Idaten Jump (IDATEN翔?, Idaten Janpu) è un manga di Toshihiro Fujiwara pubblicato su Comic Bom Bom. Ne è stato tratto un anime trasmesso su Italia 1 dall'8 settembre 2008 al 15 gennaio 2009, dividendo gli ultimi due episodi in due parti da 12 minuti ciascuna. Da domenica 18 gennaio 2009 a domenica 29 marzo, ogni domenica mattina, Italia 1 ha replicato la serie, in onda alle 10:25. Dal 5 aprile 2009, la serie è stata interrotta per mandare in onda The Batman mentre dal 23 dicembre dello stesso anno è stata replicata su Hiro.

## Trama

### Antefatti
In passato su X-Zone regnava la pace ed era un luogo molto avanzato tecnologicamente. Un giorno però un re malvagio tentò di impadronirsi dell'energia del pianeta e quindi di sottomettere il popolo. Gli si oppose un eroe con un veicolo a due ruote, che utilizzava unicamente l'energia del corpo, e lo sconfisse. Ma con la caduta del re nacque una leggenda, la "maledizione del teschio": un giorno lo spirito del sovrano sarebbe ritornato ed avrebbe cercato di riprendere il controllo di X-Zone.
Per sopperire alla mancanza di energia gli antichi crearono la Imperial X, una mountain bike in grado di mantenere l'equilibrio fra polo positivo e negativo nel mondo. Essa venne custodita ad X-City, nella X-Tower, in un locale protetto dalle "porte sigillate" apribili solo con dieci emblemi d'oro. Il governo sul pianeta venne assunto da un gruppo detto clan dei sacerdoti, aiutati dai cavalieri con funzione di protezione. Tuttavia un giorno la Imperial X si guastò e per cercare la soluzione Yamato Takeshi, padre di Sho e migliore amico del gran sacerdote, si recò nel Castello Imperiale di Imperial Island (culla della civiltà di X-Zone) per avere maggiori informazioni. Qui un vortice spaziotemporale lo trasportò sulla terra, privo della possibilità di tornare indietro. Sposatosi e diventato genitore, durante una gara di MTB venne travolto da una frana.
Ma fortunosamente proprio in quel momento si aprì un altro vortice spaziale generato dai sacerdoti, che riuscì a riportare Takeshi nell'altro mondo ed a salvarlo da morte. Takeshi riuscì a riparare la Imperial X, che però prima di riuscire a funzionare correttamente liberò per l'ultima volta una gran quantità di energia. Essa fece scomparire la quasi totalità del clan dei sacerdoti (il gran sacerdote venne trasformato in gufo, Hosuke, e perse la memoria) ed anche Takeshi. Egli si ritrovò su Imperial Island, sotto il controllo dello spirito del re malvagio che era riuscito a liberarsi. Così ottenebrato, Takeshi formò la squadra X, composta da biker votati alla distruzione del mondo. Nel frattempo la Imperial X liberando l'energia trasportò dalla Terra numerosi biker, inclusi Sho e Gabu. Ma siccome il tempo e lo spazio fra i due mondi non sono allineati, essi arrivarono in momenti e luoghi diversi. Gabu, di carattere aggressivo e dominatore, capitò ad X-City che, rimasta senza governo, riuscì ad egemonizzare.
Sho arrivò un anno dopo in altro luogo, ma nonostante questo riuscì a racimolare i dieci emblemi d'oro (che nel frattempo nessuno aveva) ed a sconfiggere Gabu, accedendo alla sala della Imperial X e riuscendo a tornare a casa grazie alla sua energia. Ma una nuova minaccia attendeva X-Zone: la squadra X si espanse e Takeshi riuscì a rubare la Imperial X cercando di portare questo luogo in collisione con la Terra, distruggendoli entrambi. Sho, ritornato nell'altro pianeta, fu l'unico in grado di battere suo padre conquistandone l'emblema e sottomettendo definitivamente lo spirito del re malvagio che abbandonò per sempre Takeshi, il quale ritornò la persona buona che era in passato. Dopo questi fatti, entrambi decisero di vivere su X-Zone.

### Intreccio
Il protagonista è Sho, un dodicenne che ha la passione per le mountain bike, in quanto suo padre è stato un grande campione di questa disciplina sportiva misteriosamente scomparso da diverso tempo. Sho è sempre intento nell'apportare cambiamenti e miglioramenti alla bicicletta che gli ha costruito suo padre: la "Flame Kaiser", un vero gioiello di mountain bike, che Sho riesce a manovrare con estrema abilità. Una domenica mattina Sho si reca all'appuntamento con i suoi amici Makoto e Kakeru, che devono sfidare la temibile squadra di MTB dei fratelli Samejima Gabu e Samejima Taiga, la "squadra squalo dentato". Chi vincerà la sfida avrà il diritto esclusivo di allenarsi nel luogo dove si svolgerà la gara. Le mountain bike corrono a tutta velocità fra le curve e i dossi della strada, ma a un certo punto di fronte a loro compare un misterioso vortice blu, che inghiotte tutti i ragazzi presenti su quel luogo. Sho, Makoto e Kakeru si ritrovano in un'altra dimensione chiamata X-Zone.
È un mondo desolato e in rovina, dove incontrano altri bikers pronti a sfidarli. Un misterioso ragazzo, che indossa un casco e una tuta spiega loro le regole delle sfide. L'Idaten Battle è una gara di Mountain Bike dove tutto è permesso a condizione di avere un minimo contatto fisico con l'avversario; questo significa che possono esserci anche speronamenti ed altri trucchi per mandare fuori pista il rivale. Molte persone sono state misteriosamente trasportate in questo mondo dalla Terra e chi riuscirà a collezionare 10 emblemi d'oro riuscirà a farvi ritorno. Infatti ogni MTB possiede un simbolo detto emblema che può essere d'oro o d'argento e chi perde una sfida deve consegnare il proprio al vincitore. Sho accetta la sfida e la sua Flame Kaiser inizia la corsa alla velocità di 100 km orari: su X-Zone le capacità fondamentali dei bikers vengono potenziate. Sho dimostra di possedere una tecnica straordinaria, soprattutto nell'affrontare le curve. Questo gli consente di vincere grazie a un salto alto ben 10 metri, che gli superando il suo avversario.
Nel corso della storia Sho e i suoi amici incontreranno sempre più amici e rivali, scopriranno che il ragazzo misterioso che li segue e li protegge è in realtà Shido Kyoichi, il fratello maggiore di Makoto e che la squadra SD che dà loro la caccia e che governa su X-Zone, non è altri che la squadra squalo dentato, e che a comandare su tutti è Samejima Gabu. Arrivati ad X-City, parteciperanno ad un torneo di Idaten Bike indetto da Gabu. Durante tutte le sfide, Sho si scontrerà con Makoto e con Kyoichi nel gruppo A, mentre nel gruppo B ci saranno le sfide di Coei, Samejima Taiga e Arthur, un biker molto maldestro che mostrerà però grandi capacità nella sfida contro Taiga. Nella finale si affronteranno poi Sho e Coei, che è obbligato da Gabu che tiene in ostaggio la sorella. Nel primo incontro tra i due, Coei vince imbrogliando, mentre nel secondo Sho ha la meglio. Nel terzo invece Coei e Sho salveranno Kiku con l'aiuto di Kyoichi, Taiga, Arthur, Yuki, Makoto e Kakeru e infine Sho vincerà il torneo.
Alla fine, però, Gabu ruberà gli emblemi in palio, ma verrà fermato da Sho che gli impedirà di aprire le porte sigillate. Dopo essere tornati nel loro mondo, ritorneranno su X-Zone insieme ad Ajumu, il fratello minore di Sho, e tutti gli Idaten Bikers (Sho, Makoto, Kyoichi, Coei, Arthur, Ajumu e Gabu) combatteranno insieme contro la squadra X. Nel finale, Sho affronterà suo padre e la Imperial X; nella loro prima sfida Sho perderà e dovrà rinunciare al suo emblema di platino, ma poi, dopo essersi allenato ed aver acquisito le capacità di tutte le Idaten Bikes, affronterà nuovamente il padre e vincerà, riportando la pace su X-Zone. Dopodiché, tutti i biker che hanno salvato X-Zone, prenderanno parte ad una cerimonia di premiazione per il loro aiuto. Subito dopo, Sho comunicherà ai suoi amici che intende rimanere su X-Zone con il padre, e dirà addio a tutti.
Dopo essere tornati sulla terra, Kyoichi, Makoto, Gabu, Taiga e Ajumu cominciano ad allenarsi per un torneo di Mountain Bike. Allora Sho tornerà sulla Terra con Osuke e la serie si concluderà con tutti i biker che si sfidano ad una gara, mentre Kakeru, i quattro grandi e Hosuke fanno il tifo per loro.

## Personaggi

Il protagonista Sho Yamato

Tutte le Idaten Bike hanno un emblema che può essere d'argento, d'oro o di platino. Ogni emblema d'oro vale 10 emblemi d'argento, mentre l'emblema di platino equivale a 3 emblemi d'oro. Con 10 emblemi d'oro si può tornare sulla Terra, aprendo le "porte sigillate" sulla cima della X-Tower a X-City.
Sho Yamato (山登翔?, Yamato Shō)
Doppiato da: Akeno Watanabe (ed. giapponese), Alessio Puccio (ed. italiana)
Il personaggio principale della storia. È un ottimo pilota di Mountain Bike e può fare trucchi incredibili. Sconfigge Gabu per il controllo di X-City, con l'aiuto del fratello di Makoto, Kyoichi. Dopo la sconfitta del padre (che era sotto il controllo di una maledizione), Sho ha scelto di lasciarsi alle spalle i suoi amici e di rimanere su X-Zone, ma con l'aiuto di Hosuke, Sho è stato in grado di viaggiare liberamente tra la Terra e X-Zone e di ricongiungersi con i suoi amici e le corse di Mountain Bike nella X-Zone. La sua Idaten Bike è la Flame Kaiser (フレイムカイザー?, Fureimu Kaizā), la cui abilità è l'accelerazione in discesa (nell'ultima puntata la Flame Kaiser ha le stesse abilità dell'Imperial X). La sua frase caratteristica è: "Infiammati Flame Kaiser! Accenditi di rosso nel calore del mio cuore che brucia!".
Makoto Shido (獅堂まこと?, Shidō Makoto)
Doppiata da: Sawa Ishige (ed. giapponese), Veronica Puccio (ed. italiana)
Makoto è una ragazza pilota di Mountain bike ed è amica d'infanzia di Sho. Più tardi si rende conto che la sua bicicletta è una leggendaria Idaten Bike chiamata Neptune (ネプチューン?, Nepuchūn), in grado di accelerare sull'acqua. La sua frase caratteristica è "Corri Neptune! Schizza sulla pista limpida come il mio cuore!".
Kakeru Sakamaki (坂巻駆?, Sakamaki Kakeru)
Doppiato da: Makoto Tsumura (ed. giapponese), Daniele Raffaeli (ed. italiana)
Kakeru è un meccanico molto abile e contribuisce a risolvere i problemi di Sho con la sua bicicletta.
Hosuke (ホースケ?, Hōsuke)
Doppiato da: Yuuichi Nagashima (ed. giapponese), Mino Caprio (ed. italiana)
Sho trova Hosuke in prigione, nel corso di un tentativo di scappare con Makoto e Kakeru dopo l'arresto. Durante la fuga Hosuke segue Sho e gli altri. Dopo che Sho sconfigge suo padre, si scopre che Hosuke è il nonno di Yuki trasformato in un gufo. Dopo che suo fratello Takeshi era stato trasportato sulla Terra, Hosuke divenne il re di X-Zone. Tuttavia, il tempo passa molto più rapidamente in X-Zone di quanto non avvenga sulla Terra, così Hosuke divenne un uomo anziano, quando Takeshi finalmente riuscì a tornare ad X-Zone. Tramando per fermare la maledizione, Hosuke segretamente divenne il gufo parlante, ma senza la memoria della sua ex-identità, fino a che egli ritornerà alla sua forma umana. Alla fine, Hosuke riuscirà ad aiutare Sho a tornare sulla Terra.
Kyoichi Shido (狮堂京一?, Shidō Kyōichi)
Doppiato da: Daisuke Namikawa (ed. giapponese), Stefano Crescentini (ed. italiana)
Fratello maggiore di Makoto, e un campione di Trial Bike. È apparso in forma mascherata nei primi episodi fino a quando la sua identità è stata rivelata. Egli è stato catturato cercando di saperne di più sul team SD. Più tardi aiuterà Sho nella lotta contro Gabu. Sotto il controllo dell'X-Team, combatte sotto l'influsso del Dark Emblem, ma Sho è comunque riuscito a sconfiggerlo. Il Dark Emblem appare dopo che Sho torna a X-Zone, è utilizzato dal Team X per il controllo dei corridori. Si può utilizzare per il controllo di qualsiasi creatura vivente. La sua Mountain bike si chiama Thunder Emperor (サンダーエンペラー?, Sandā Enperā) (Thunder King nella versione inglese dell'anime), ma diventa Imperial Tiger (インペリアルタイガー?, Inperiaru Taigā) quando è sotto il controllo dell'X-Team. L'abilità di entrambe le forme della Mountain bike è la resistenza. La frase caratteristica della Thunder Emperor è: "Ruggisci Thunder Emperor! Colpisci con la precisione abbagliante del fulmine!" mentre quella dell'Imperial Tiger: "Forza Imperial Tiger! Corri graffiante sulla pista! Mordi ogni ostacolo e non ti fermare!".
Yuki (ユウキ?, Yūki)
Doppiata da: Risa Mizuno (ed. giapponese), Ilaria Latini (ed. italiana)
Un'esperta meccanico. Aiuta Sho e i suoi amici in diverse occasioni. Dopo la sconfitta di Gabu, si scopre che Yuki è una sacerdotessa di una famiglia reale e fa parte di un gruppo che protegge X-Zone ed i suoi segreti.
Gabu Samejima (鲛岛牙舞?, Samejima Gabu)
Doppiato da: Akiyo Kanada (ed. giapponese) Alessio De Filippis (ed. italiana)
Leader del Shark Tooth MTB, squadra che è stata ampliata in Squalo Dentato (チームST?, Chīmu ST, lett. "team SD" in originale), abbreviato in SD. Dal momento del suo arrivo su X-Zone un anno fa, è diventato il dittatore di X-City dopo aver rovesciato il suo sindaco. Si dice che abbia "aggregato" molti corridori alla sua squadra. È emerso che, sebbene sia il leader della banda Squalo Dentato, è in realtà il fratello più giovane, e che la sua squadra è arrivata in precedenza su X-Zone. È stato anche in classe di algebra con Kakeru. Viene sconfitto da Sho a X-City, ma poi torna per aiutare a combattere il Team X. Gabu è molto egoista e l'unico pensiero che ha in testa è quello di dominare per sempre su X-Zone desiderando di impadronirsi della Imperial X per poter essere il sovrano di X-Zone e avere poteri illimitati ma poi, dopo che Yuki gli farà capire che anche se riuscisse a ottenere tali poteri regnerebbe sul suo trono ma sarebbe solo e senza nessuno e grazie a ciò capirà quanto sono importanti gli amici e li aiuta nei momenti di bisogno, mantenendo sempre però la sua indifferenza e la voglia di vincere a qualunque costo. La sua Mountain bike è chiamata Bloody Fang (ブラッディファング?, Buraddi Fangu), cambiato in Poison Fang nella versione inglese dell'anime. Basata sulla potenza, può usare un potente attacco, il Bloody Impact, che è anche la sua frase caratteristica.
Ayumu Yamato (山登あゆむ?, Yamato Ayumu)
Doppiato da: Chiro Kanzaki (ed. giapponese), Barbara Pitotti (ed. italiana)
È il fratello minore di Sho: la sua MB è la Imperial Dragon (インペリアルドラゴン?, Inperiaru Doragon) (simile all'Imperial X) in grado accelerare in pianura. La sua frase caratteristica è "Vai Imperial Dragon! Attraversa il mio cuore con lealtà e coraggio!". Inizialmente, quando sale su una MB cambia completamente, mostrando un carattere molto diverso da quello suo solito, tanto che Sho e Coei lo definiscono "un pericolo pubblico" e inizialmente gli vietano di correre in MB, ma grazie a Koei riesce a imparare a controllare il suo carattere spericolato e a continuare a diventare più forte.
Takeshi Yamato (山登猛?, Yamato Takeshi)
Doppiato da: Hozumi Gōda (ed. giapponese)
È il padre di Sho che è stato posseduto dallo spirito malvagio di un re crudele e senza scrupoli che tentò di impadronirsi di X-Zone ma che fu sconfitto da un eroe Biker molti millenni prima. Ha vinto una Gara Idaten contro Sho, vincendo l'emblema di platino. Sho riuscirà alla fine a sconfiggere lo spirito malvagio distruggendolo per sempre vincendo l'ultima Gara Idaten contro di lui liberando il padre dal controllo dello spirito maligno e salvando allo stesso tempo X-Zone dalla distruzione. La sua Idaten Bike è la Imperial X (インペリアル X?, Inperiaru X), l'Idaten Bike leggendaria, che tempo fa salvò X-Zone da una crisi. La sua frase caratteristica è : "Brilla Imperial X! Dona al mio corpo l'energia dell'universo, e conquista il mondo!".

### Altri personaggi
Taiga Samejima (鮫島大牙?, Samejima Taiga)
Doppiato da: Toshiyuki Kusuda (ed. giapponese)
È il fratello maggiore di Gabu e vice capo della squadra Squalo Dentato. Viene cacciato dalla squadra dal fratello durante il torneo Idaten, dopo aver perso una gara contro Arthur e per aver aiutato Sho e gli altri. Successivamente diventerà il protettore di X-City al posto di Koei, partito per Imperial Island. A differenza del fratello, Taiga è leale nelle sue sfide.
Koei (狐影?)
Doppiato da: Eiji Takemoto (ed. giapponese)
È detto il ninja solitario, inizialmente viene assunto come mercenario dalla squadra SD per liberarsi di Sho e Kyoichi ma poi la abbandonerà schierandosi dalla parte di Sho. La sua MB è la Aero Scissors (エアロシザース?, Earo Shizāsu), in grado di compiere grandi salti. La sua frase caratteristica è : "Fendi l'aria, Aero Scissors! Corri attraverso il forte vento di bufera!".
Arthur (アーサー?, Āsā)
Doppiato da: Yūji Kishi (ed. giapponese)
È un cavaliere un tempo al servizio dei sacerdoti. Inizialmente si traveste e finge di essere goffo e inesperto per non attirare troppo l'attenzione. È molto bravo nelle salita ad ostacoli e la sua MB si chiama Hammer Head (ハンマーヘッド?, Hanmā Heddo), in grado di effettuare un grande impeto. La sua frase caratteristica è "Forza, Hammer Head! Fatti strada verso il traguardo con decisione!".
Kiku (菊?)
È la sorella minore di Koei, è una ragazzina malata, molto affezionata al fratello.
Zentaro (ゼンタロウ?)
Doppiato da: Hidenobu Kiuchi (ed. giapponese)
Boss
Doppiato da: Satoshi Tsuruoka
Shadow (シャドウ?, Shadō)
Doppiato da: Kenjirō Tsuda (ed. giapponese)
Tiger Shiro
Mr. Teacher (ミスターティーチャー?, Misutā Tīchā)
Doppiato da: Ben Takada (ed. giapponese)

## Media

### Manga
Il manga, scritto e disegnato da Toshihiro Fujiwara, è stato serializzato dal 2005 al 2006 sulla rivista mensile Comic Bom Bom edita da Kōdansha. La stessa casa editrice ha poi raccolto i vari capitoli in cinque volumi tankōbon usciti tra il 6 settembre 2005 e il 6 ottobre 2006.

#### Volumi
| Nº | Data di prima pubblicazione | Data di prima pubblicazione | Data di prima pubblicazione |
| Nº | Giapponese                  | Giapponese                  |                             |
| -- | --------------------------- | --------------------------- | --------------------------- |
| 1  | 6 settembre 2005            | ISBN 4-06-332019-7          |                             |
| 2  | 6 settembre 2005            | ISBN 4-06-332033-2          |                             |
| 3  | 6 marzo 2006                | ISBN 4-06-332043-X          |                             |
| 4  | 6 luglio 2006               | ISBN 4-06-332052-9          |                             |
| 5  | 6 ottobre 2006              | ISBN 4-06-332055-3          |                             |

### Anime
Un adattamento anime è stato trasmesso su TV Tokyo dal 1º ottobre 2005 al 30 settembre 2006 per un totale di 52 episodi. Gli episodi che vanno dall'1 al 26 adoperano come sigle RED ZONE!!! cantata da Tsubame sketch (apertura) e Asuka (あすか?) di Hoi Festa (chiusura). Dall'episodio 27 al 52 invece vengono usate rispettivamente Your World dei Ketchup Mania (apertura) e Sha La La (シャララ?, Sha Ra Ra) di Tsubame sketch (chiusura).
In Italia è stata trasmessa su Italia 1 dall'8 settembre 2008 al 15 gennaio 2009 per poi tornare in replica su Hiro dal 23 dicembre dello stesso anno. Il doppiaggio italiano è stato curato dalla E.T.S. European Television Service di Roma sotto la direzione di Cristiano Saraceni e con l'assistenza di Veronica De Biase. L'adattamento dei dialoghi dell'edizione italiana sono stati effettuati da: Maurizio Fiorentini, Fabrizio Mazzotta, Giorgio Locuratolo, Giorgio Tausani, Davide Quatraro e Luigi Calabrò. La sigla italiana è Idaten Jump, testo di Graziella Caliandro, musica di Danilo Bernardi e Giuseppe Zanca, cantata da Antonio Divincenzo.

#### Doppiaggio
| Personaggio     | Doppiatore originale | Doppiatore italiano |
| --------------- | -------------------- | ------------------- |
| Yamato Sho      | Akeno Watanabe       | Alessio Puccio      |
| Hosuke          | Yuuichi Nagashima    | Mino Caprio         |
| Makoto Shido    | Sawa Ishige          | Veronica Puccio     |
| Kakeru Sakamaki | Makoto Tsumura       | Daniele Raffaeli    |
| Yuki            | Risa Mizuno          | Ilaria Latini       |
| Kyoichi Shido   | Daisuke Namikawa     | Stefano Crescentini |
| Ayumu Yamato    | Chiro Kanzaki        | Barbara Pitotti     |
| Gabu Samejima   | Akiyo Kanada         | Alessio De Filippis |
| Narratore       | Hozumi Gōda          | Francesco Prando    |

#### Episodi
| Nº Ja | Nº It | Titolo italiano Giapponese 「Kanji」 - Rōmaji - Traduzione letterale | In onda           | In onda            |
| Nº Ja | Nº It | Titolo italiano Giapponese 「Kanji」 - Rōmaji - Traduzione letterale | Giapponese        | Italiano           |
| 1     | 1     | La grande gara 「これがＭＴＢバトルだ！」 - Kore ga MTB Batoru da! – "Questa è la battaglia delle MTB!"                                                                             | 1º ottobre 2005   | 8 settembre 2008   |
| 2     | 2     | Sfida tra le sabbie mobili 「大脱走！ 砂丘の戦い」 - Dai dassō! Sakyū no tatakai – "Grande fuga! La battaglia delle dune"                                                           | 8 ottobre 2005    | 9 settembre 2008   |
| 3     | 3     | La leggendaria Idaten Bike 「衝撃！ はじめての敗北！？」 - Shōgeki! Hajimete no haiboku!? – "Impatto! La prima sconfitta!?"                                                         | 15 ottobre 2005   | 10 settembre 2008  |
| 4     | 4     | La banda dei banditi 「とり戻せ！ オレのMTB!」 - Torimodose! Ore no MTB! – "Riprendiamola! La mia MTB!"                                                                             | 22 ottobre 2005   | 11 settembre 2008  |
| 5     | 5     | Sfida sul vulcano 「炎の火山バトル！！」 - Honō no kazan Batoru!! – "Battaglia sul vulcano fiammeggiante!!"                                                                         | 29 ottobre 2005   | 12 settembre 2008  |
| 6     | 6     | L'iper circuito 「ハイテク集団の挑戦」 - Hai-Teku shūdan no chōsen – "Sfida di gruppo High Tech"                                                                                    | 5 novembre 2005   | 15 settembre 2008  |
| 7     | 7     | Il cimitero delle Mountain Bike 「アウッ！ MTBの墓場」 - Au! MTB no hakaba – "Ah! Il cimitero delle MTB"                                                                            | 12 novembre 2005  | 16 settembre 2008  |
| 8     | 8     | Sfida tra le rovine 「ネプチューン登場！」 - Nepuchūn tōjō! – "Appare Neptune!" | 19 novembre 2005  | 17 settembre 2008  |
| 9     | 9     | L'identità segreta 「仮面少年の正体！」 - Kamen shōnen no shōtai! – "La vera identità del ragazzo mascherato!"                                                                      | 26 novembre 2005  | 18 settembre 2008  |
| 10    | 10    | I padroni della città 「最強の敵、出現！」 - Saikyō no teki, shutsugen! – "Arrivano i nemici più forti!"                                                                            | 3 dicembre 2005   | 19 settembre 2008  |
| 11    | 11    | Una sfida a bordo 「船上バトル！ チームＳＴの罠」 - Senjō Batoru! Chīmu ST no wana – "Battaglia a bordo! La trappola del Team ST"                                                   | 10 dicembre 2005  | 22 settembre 2008  |
| 12    | 12    | Le splendide sorelle 「憧れのゴールドセレブリゾートシティ」 - Akogare no Gōrudo Serebu Rizōto Shiti – "L'ambita Gold Celebrity Resort City"                                         | 17 dicembre 2005  | 23 settembre 2008  |
| 13    | 13    | Gara contro il tempo 「学校バトル！ 炸裂、韋駄天クロス!」 - Gakkō Batoru! Sakuretsu, Idaten Kurosu! – "Battaglia scolastica! Esplosione, Idaten Cross!"                             | 24 dicembre 2005  | 24 settembre 2008  |
| 14    | 14    | Paura in pista 「フレイムカイザーを倒した男！？」 - Fureimu Kaizā o taoshita otoko!? – "Colui che ha sconfitto la Flame Kaiser!?"                                                   | 31 dicembre 2005  | 25 settembre 2008  |
| 15    | 15    | Un principe per Makoto 「ＭＴＢの王子様」 - MTB no ōji-sama – "Il principe delle MTB"                                                                                               | 7 gennaio 2006    | 26 settembre 2008  |
| 16    | 16    | Sfida sotto la pioggia 「雨の中の死闘、目覚めよネプチューン」 - Ame no naka no shitō, mezameyo Nepuchūn – "Una lotta mortale sotto la pioggia, risvegliati Neptune"                 | 14 gennaio 2006   | 29 settembre 2008  |
| 17    | 17    | Il segreto della squadra SD 「ついにわかった！ チームＳＴの秘密」 - Tsuini wakatta! Chīmu ST no himitsu – "Finalmente ho capito! Il segreto del Team ST"                            | 21 gennaio 2006   | 30 settembre 2008  |
| 18    | 18    | Sfida a tre 「新たな刺客！ 試練の兄妹バトル」 - Aratana shikaku! Shiren no kyōdai Batoru – "Un nuovo assassino! Sfide tra fratelli"                                                 | 28 gennaio 2006   | 1º ottobre 2008    |
| 19    | 19    | Amici contro 「対決！ フレイムカイザーVS.サンダーエンペラー」 - Taiketsu! Fureimu Kaizā VS. Sandā Enperā – "La resa dei conti! Flame Kaiser VS. Thunder Emperor"                    | 4 febbraio 2006   | 2 ottobre 2008     |
| 20    | 20    | Un rivale potente 「強敵！ 忍者ライダー孤影」 - Kyōteki! Ninja Raidā Koei – "Un potente nemico! Ninja Rider Koei"                                                                   | 11 febbraio 2006  | 3 ottobre 2008     |
| 21    | 21    | Lame di fuoco 「Ｘシティの門番」 - X-Shiti no monban – "Il guardiano di X-City" | 25 febbraio 2006  | 7 ottobre 2008     |
| 22    | 22    | Arrivo a X-City 「やったぜ到着！ Ｘシティ」 - Yatta ze tōchaku! X-Shiti – "Evviva, siamo arrivati! X-City"                                                                          | 4 marzo 2006      | 9 ottobre 2008     |
| 23    | 23    | Comincia il torneo! 「韋駄天バトルトーナメント開幕！」 - Idaten Batoru Tōnamento kaimaku! – "Inizia l'Idaten Battle Tournament!"                                                    | 11 marzo 2006     | 14 ottobre 2008    |
| 24    | 24    | Il duello 「激突！ フレイムカイザーVS.ネプチューン」 - Gekitotsu! Fureimu Kaizā VS. Nepuchūn – "Scontro! Flame Kaiser VS. Neptune"                                                  | 18 marzo 2006     | 16 ottobre 2008    |
| 25    | 25    | La sesta Idaten Bike 「ハンマーヘッド！ 6台目の韋駄天バイク」 - Hanmāheddo! 6-dai-me no Idaten Baiku – "Hammerhead! La sesta Idaten Bike"                                           | 25 marzo 2006     | 21 ottobre 2008    |
| 26    | 26    | Una vittoria per due 「必殺！ 獅堂スペシャル」 - Hissatsu! Shidō Supesharu – "Mortale! Shido Special"                                                                               | 1º aprile 2006    | 23 ottobre 2008    |
| 27    | 27    | Trappola fatale 「激闘！ ハンマーヘッドVS. エアロシザース」 - Gekitō! Hanmāheddo VS. Earoshizāsu – "Battaglia feroce! Hammerhead VS. Aero Scissors"                                 | 8 aprile 2006     | 28 ottobre 2008    |
| 28    | 28    | La finale è vicina 「陰謀の決勝戦」 - Inbō no kesshōsen – "Battaglia finale di intrighi"                                                                                            | 15 aprile 2006    | 30 ottobre 2008    |
| 29    | 29    | Chi è il vincitore? 「ファイナルバトル！ 優勝は誰の手に？」 - Fainaru Batoru! Yūshō wa dare no te ni? – "Battaglia finale! Chi vincerà?"                                            | 22 aprile 2006    | 4 novembre 2008    |
| 30    | 30    | Premiazione a sorpresa 「突入！ Ｘタワー」 - Totsunyū! X-Tawā – "Fai in fretta! X-Tower"                                                                                            | 29 aprile 2006    | 6 novembre 2008    |
| 31    | 31    | Il grande finale 「最終決戦！ フレイムカイザーVSブラッディファング」 - Saishū kessen! Fureimu Kaizā VS Buraddi Fangu – "Battaglia finale! Flame Kaiser VS Bloody Fang"              | 6 maggio 2006     | 11 novembre 2008   |
| 32    | 32    | L'enigma dell'Imperial X 「さよならXゾーン」 - Sayonara X-Zōn – "Addio X-Zone" | 13 maggio 2006    | 13 novembre 2008   |
| 33    | 33    | Rivali nell'ombra 「新たなる強敵、その名はチームＸ」 - Aratanaru kyōteki, sononaha Chīmu X – "Un nuovo potente nemico, il suo nome è Team X"                                        | 20 maggio 2006    | 18 novembre 2008   |
| 34    | 34    | Ritorno su X Zone 「再びＸゾーンへ！」 - Futatabi X-Zōn e! – "Ritorno su X-Zone" | 27 maggio 2006    | 20 novembre 2008   |
| 35    | 35    | Il padre di Sho 「衝撃！ 生きていた翔の父」 - Shōgeki! Ikiteita Shō no chichi – "Impatto! Il padre di Sho è vivo"                                                                   | 3 giugno 2006     | 1º dicembre 2008   |
| 36    | 36    | Una sfida per Ayumu 「爆走！ インペリアルDG！！」 - Bakusō! Inperiaru DG!! – "Esplosione! Imperial DG!!"                                                                            | 10 giugno 2006    | 3 dicembre 2008    |
| 37    | 37    | La maledizione del teschio 「恐怖のダークエンブレム」 - Kyōfu no Dāku Enburemu – "Il Dark Emblem della paura"                                                                       | 17 giugno 2006    | 5 dicembre 2008    |
| 38    | 38    | Le due anime di Gabu 「牙舞の誘惑、フレイムカイザー大ピンチ！」 - Gabu no yūwaku, Fureimu Kaizā dai pinchi! – "La tentazione di Gabu, la Flame Kaiser in grande difficoltà!"        | 24 giugno 2006    | 10 dicembre 2008   |
| 39    | 39    | Lezioni da Biker 「白熱！ インペリアルDG VS. エアロシザース」 - Hakunetsu! Inperiaru DG VS. Earo Shizāsu – "Incandescente! Imperial DG VS. Aero Scissors"                           | 1º luglio 2006    | 12 dicembre 2008   |
| 40    | 40    | La foresta senza nome 「ナナシの森の悪玉菌」 - Nanashi no mori no akudama kin – "Batteri cattivi nella foresta di Nanashi"                                                          | 8 luglio 2006     | 15 dicembre 2008   |
| 41    | 41    | Sfida a sorpresa 「アーサーの挑戦！ 幻の島への道」 - Āsā no chōsen! Maboroshi no shima e no michi – "La sfida di Arthur! La strada per l'isola fantasma"                            | 15 luglio 2006    | 17 dicembre 2008   |
| 42    | 42    | Uniti per vincere 「韋駄天バイク大集合！ チームXとの決戦！」 - Idaten Baiku dai shūgō! Chīmu X to no kessen! – "La collezione di Idaten Bike! La battaglia decisiva con il Team X!" | 22 luglio 2006    | 19 dicembre 2008   |
| 43    | 43    | Il peggior nemico 「翔VS.獅堂！ 魂を賭けたバトル！」 - Shō VS. Shidō! Tamashī o kaketa Batoru! – "Sho VS. Shido! Una battaglia per la tua anima!"                                   | 29 luglio 2006    | 22 dicembre 2008   |
| 44    | 44    | Sfida disperata 「衝撃の再会！ インペリアルX出現！」 - Shōgeki no saikai! Inperiaru X shutsugen! – "Riunione scioccante! Appare l'Imperial X!"                                      | 5 agosto 2006     | 29 dicembre 2008   |
| 45    | 45    | Furia senza fine 「第二の島現る！ 世界崩壊の始まり」 - Daini no shima genru! Sekai hōkai no hajimari – "Appare una seconda isola! L'inizio del collasso del mondo"                  | 12 agosto 2006    | 31 dicembre 2008   |
| 46    | 46    | Il grande piccolo Biker 「大襲撃！ チームX VS. インペリアルDG」 - Dai shūgeki! Chīmu X VS. Inperiaru DG – "Grande attacco! Team X VS. Imperial DG"                                  | 19 agosto 2006    | 2 gennaio 2009     |
| 47    | 47    | Sfida con se stesso 「伝説の練習場、翔の特訓！」 - Densetsu no renshū, Shō no tokkun! – "Campo di allenamento leggendario, l'allenamento speciale di Sho!"                          | 26 agosto 2006    | 5 gennaio 2009     |
| 48    | 48    | La cascata dei coraggiosi 「奇跡の力！ 新必殺技炸裂」 - Kiseki no chikara! Shin hissaw waza sakuretsu – "Potere miracoloso! Nuova esplosione di mosse speciali"                     | 2 settembre 2006  | 7 gennaio 2009     |
| 49    | 49    | La nuova tecnica 「フレイムカイザーVS.チーム韋駄天ライダー」 - Fureimu Kaizā VS. Chīmu Idaten Raidā – "Flame Kaiser VS. Team Idaten Rider"                                          | 9 settembre 2006  | 8 gennaio 2009     |
| 50    | 50    | Il passaggio proibito 「決戦！ インペリアルアイランド！」 - Kessen! Inperiaru Airando! – "Battaglia decisiva! Imperial Island!"                                                     | 16 settembre 2006 | 9 gennaio 2009     |
| 51    | 51-52 | L'ultima gara / L'ultima sfida 「運命の対決、山登翔 最後のバトル！」 - Unmei no taiketsu, Yamato Shō saigo no Batoru! – "Uno scontro fatale, la battaglia finale di Sho Yamato!"    | 23 settembre 2006 | 12-13 gennaio 2009 |
| 52    | 53-54 | Rivelazioni / Ritorno sulla Terra 「新しい旅立ち、世界よ甦れ！」 - Atarashī tabidachi, sekai yo yomigaere! – "Inizia un nuovo viaggio e il mondo rinasce!"                          | 30 settembre 2006 | 14-15 gennaio 2009 |

### Videogioco
Il 7 settembre 2006 è stato pubblicato il videogioco Idaten Jump DS moero! Flame Kaiser (韋駄天翔DS 燃えろ! フレイムカイザー?, Idatenshō DS moero! Fureimu Kaizā, lett. "Idaten Jump DS brucia! Flame Kaiser"), sviluppato da Taito Corporation per Nintendo DS, il quale si ispira alla serie animata. Tale titolo è stato reso disponibile esclusivamente in Giappone.